# Мирољуб Милутиновић
Мирољуб Милутиновић - Брада (Лозница, 16. септембар 1962) је српски и француски илустратор и стрип цртач.

## Биографија
Рођен је 1962. лозничком насељу Клупци, а деценијама живи у Београду, гдје је хидрометеоролошко образовање замјенио крајем 1980–их примењеном уметношћу, анимацијом и илустрацијом. Милутиновић је почео да се професионално бави цртањем почетком 90-тих година 20. вијека у једном студију за анимацију. Његов први рад је објављен у Трону 1993. године. Сарадња са овим часописом настављен је и кроз стрип Швиндл (сценарио Ђорђе Милосављевић) који је излазио у наставцима. У пожару који је задесио Југословенско драмско позориште, изгорјела је и књижара "Бата" у којој се налазила редакција Трона, у којој је било посљедњих осам страница овог стрипа, које нису никад објављене и заувијек су изгубљене. Илустрације су му објављене у бројним књигама и часописима (Воајеру, Градини, Трон, Мега Трон, Тик-Так, Велико двориште, Политикин Забавник). Награду “Невен” је добио 2008. године за илустрацију књиге “Одбрана и војевање” (Марко Поповић, Креативни центар, Београд). За француске издаваче почео је да ради 2002. године на позив сценаристе Франка Жиродуа.

## Стрипографија
L'Expert, сценарио: Франк Жироду, Гленат
- Le Triomphe de Saint-Waldemar, 2003.
- L'Étole du chaman, 2005.
- L'Ombre du Connétable, 2006.
- Justice!, 2007.

Lignes de front, сценарио: Жан-Пјер Пеко, Делкур
- Tome 1: Stonne, 2014
- Tome 5: Bir Hakeim, 2015

La Druzina, сценарио: Жак Мазо, Гленат, 2015
Швиндлери, сценарио: Ђорђе Милосављевић, System Comics, 2020
Jour J, сценарио: Фред Дувал и Жан-Пјер Пеко, Делкур, 2020 – 2021
- Le Grand secret T1-T3